# Österreichische Basketball Bundesliga A 1999/2000
Die Österreichische Basketball Bundesliga A Saison 1999/2000 ist die 55. Spielzeit der Österreichische Basketball Bundesliga.

## Saisonnotizen
- Meister der Saison 1999/2000 wurden die Arkadia Traiskirchen Lions.
- Cupsieger der Saison 1999/2000 wurde UBM Arkadia Traiskirchen im Finale gegen Goldene Seiten Kapfenberg.
- Die UB Möllersdorf Lions wurden in UBM Arkadia Traiskirchen Lions umbenannt und bekamen eine neue Halle.

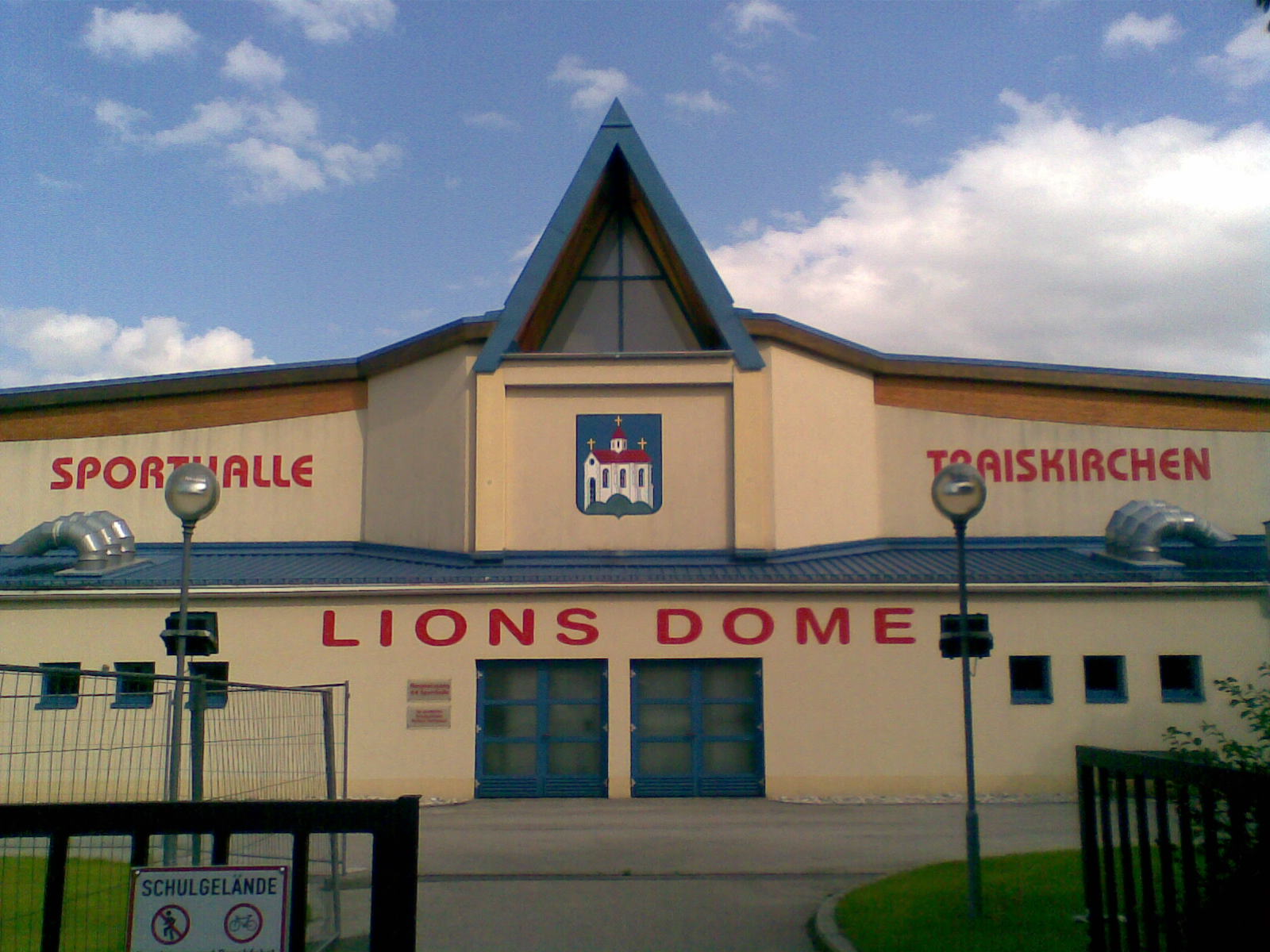
Außenansicht der neuen Halle der Traiskirchen Lions

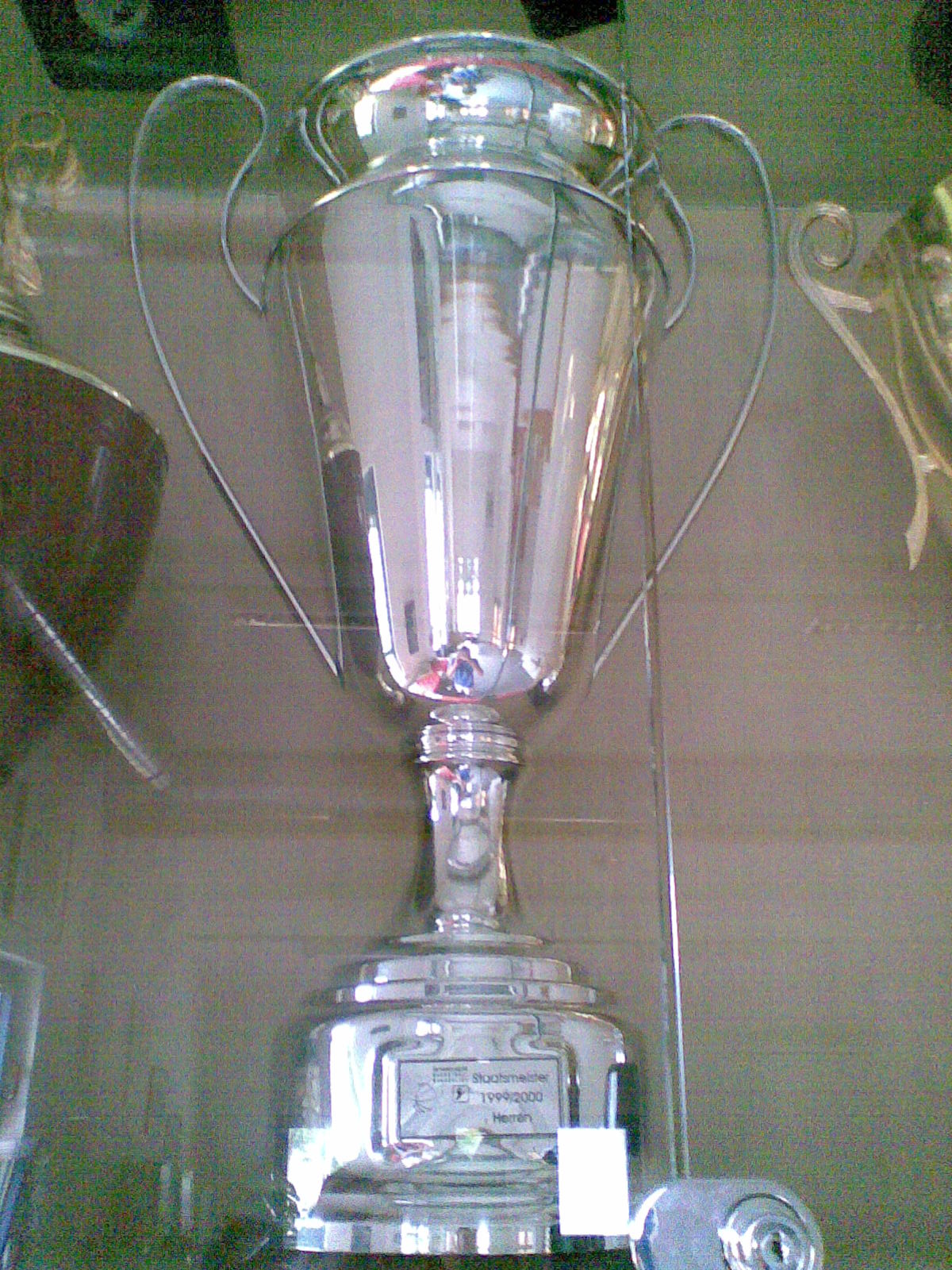
Der Meisterschaftspokal aus der Saison 1999/2000

## Tabelle
Endtabelle
| \| # \| Team \| \| -- \| -------------------------------- \| \| 1 \| Arkadia Traiskirchen Lions \| \| 2 \| Kapfenberg Bears \| \| 3 \| Oberwart Gunners \| \| 4 \| BSC BOHA Fürstenfeld Panthers \| \| 5 \| UKJ SÜBA St. Pölten \| \| 6 \| Wörthersee Piraten \| \| 7 \| BK Kalendermacher Klosterneuburg \| \| 8 \| Steiner Swans Gmunden \| \| 9 \| UBC Uniqa Mattersburg 49ers \| \| 10 \| Basket Clubs of Vienna \| \| 11 \| UBSC Graz \| \| 12 \| BBC EMD Red Devils Linz \| |                                  |
| # | Team                             |
| 1 | Arkadia Traiskirchen Lions       |
| 2 | Kapfenberg Bears                 |
| 3 | Oberwart Gunners                 |
| 4 | BSC BOHA Fürstenfeld Panthers    |
| 5 | UKJ SÜBA St. Pölten              |
| 6 | Wörthersee Piraten               |
| 7 | BK Kalendermacher Klosterneuburg |
| 8 | Steiner Swans Gmunden            |
| 9 | UBC Uniqa Mattersburg 49ers      |
| 10 | Basket Clubs of Vienna           |
| 11 | UBSC Graz                        |
| 12 | BBC EMD Red Devils Linz          |